# Перово (Гусь-Хрустальный район)
Перово — деревня в Гусь-Хрустальном районе Владимирской области России, входит в состав Демидовского сельского поселения.

## География
Деревня расположена в 32 км на юго-запад от Гусь-Хрустального, в 6 км на юг от ж/д станции Торфопродукт (п. Мезиновский) на линии Москва—Муром.

## История
До революции в составе Демидовской волости Касимовского уезда Рязанской губернии, с 1926 года — в составе Палищенской волости Гусевского уезда Владимирской губернии. В 1926 году в деревне было 116 дворов.
С 1929 года деревня являлась центром Перовского сельсовета Гусь-Хрустального района Владимирского округа Ивановской Промышленной области, с 1935 года — в составе Курловского района Ивановской области, с 1944 года — в составе Владимирской области, с 1954 года — в составе Палищенского сельсовета, с 1963 года — в составе Гусь-Хрустального района, с 1973 года — в составе Демидовского сельсовета, с 2005 года — в составе Демидовского сельского поселения.
В годы советской власти — центральная усадьба колхоза им. Жданова.

## Население
| 1859 | 1897 | 1905 | 1926 | 2002 | 2010 | 2021 |
| ---- | ---- | ---- | ---- | ---- | ---- | ---- |
| 306  | ↗628 | ↗721 | ↘623 | ↘440 | ↘328 | ↘259 |

## Инфраструктура
В деревне находятся СПК «Перовский», средняя общеобразовательная школа, фельдшерско-акушерский пункт, магазин, сельский клуб где проводят по выходным дискотеки.